# Morgós Gábor
Morgósch Gábor (1954. március 5. –) labdarúgó, csatár.

## Pályafutása
A Bp. Honvéd csapatában mutatkozott az élvonalban 1973. március 25-én a Ferencváros ellen, ahol 4–4-es döntetlen lett az eredmény. Tagja volt az 1974–75-ös idény bajnoki ezüstérmes csapatának.
1977 és 1982 között az MTK–VM együttesében szerepelt 99 bajnoki mérkőzésen és 21 gólt szerzett. 1983-ban a Baja csapatába igazolt. Ezt követően 1983 és 1986 között Bp. Volán játékosa volt. Utolsó élvonalbeli mérkőzésen a Csepeltől 3–0-ra kapott ki csapata.

## Sikerei, díjai
- Magyar bajnokság
  - 2.: 1974–75
  - 3.: 1977–78
- Magyar kupa (MNK)
  - döntős: 1973